# Uli Reich
Uli Reich, eigentlich Ulrich Reich, (* 1966) ist ein deutscher Romanist und Sprachwissenschaftler. Reich ist Professor für Romanische Sprachwissenschaft am Institut für Romanische Philologie der Freien Universität Berlin.

## Leben und Werk
Reich studierte von 1990 bis 1996 Romanische Philologie an der Ludwig-Maximilians-Universität München. Sein Studium unterbrach er 1992 für einen Aufenthalt am Goethe-Institut in Caracas als Kursleiter für Deutsch als Fremdsprache. Er schloss sein Studium mit einer Arbeit über die phantastischen Erzählungen Julio Cortázars ab. Im Jahr 2000 promovierte Reich bei Wulf Oesterreicher über Freie Pronomina, Verbalklitika und Nullobjekte im Spielraum diskursiver Variation des Portugiesischen in São Paulo. Nach Stellen als wissenschaftlicher Mitarbeiter in München und Köln wurde er 2007 mit der Arbeit Differentielle Phonologie und polyglotte Kompetenz: Prinzipien und der Fall des Französischen in Dakar in Köln habilitiert. Ab 2007 war Reich für ein Jahr Gastprofessor an der Universidade Federal do Rio de Janeiro.
Seit 2008 ist Reich Professor für Romanische Sprachwissenschaft am Institut für Romanische Philologie der Freien Universität Berlin. Zwei Rufe nach Hamburg und Leipzig lehnte er 2011 ab.
Zu seinen Arbeitsschwerpunkten zählen unter anderem die Kontakt- und Soziolinguistik, Intonation und Pragmatik sowie Sprache und Musik. Unter anderem leitete er das von 2015 bis 2018 laufende DFG-Projekt Zweisprachige Prosodie: Metrik, Rhythmus und Intonation zwischen Spanisch und Quechua. Ziele des Projekts waren zum einen die empirische Erfassung der Prosodie der Dialekte der beiden Sprachen in der zweisprachigen Region Callejón de Conchucos in der Region Ancash (Ancash-Quechua) in Peru, zum anderen die Formulierung einer Theorie zweisprachiger Prosodie auf der Basis der empirischen Erhebungen. Bereits 2006–2007 hatte Reich die Leitung eines von der DFG finanzierten Projektes zur Prosodie in einer zweisprachigen Region innegehabt, und zwar für das Projekt Prosodische Formen und Funktionen im Französischen Dakars zwischen universalen Trends und Kontaktprozessen, das die Prosodie des Französischen der Bewohner der senegalesischen Hauptstadt Dakar untersuchte, deren Muttersprache in der Regel Wolof ist.
Mitte Juni 2024 forderte Reich mit mehreren tausend weiteren Professoren und Dozenten den Rücktritt der Bildungs- und Forschungsministerin Bettina Stark-Watzinger aufgrund ihrer Erwägungen zur Kürzung von Forschungsmitteln für Hochschulangehörige, die zuvor gegen die Räumung eines propalästinensischen Protestcamps ausgesprochen hatten.

## Schriften
- Freie Pronomina, Verbalklitika und Nullobjekte im Spielraum diskursiver Variation des Portugiesischen in São Paulo. (= Romanica Monacensia; Band 62). Narr, Tübingen 2002, ISBN 3-8233-5612-7.
- Differentielle Phonologie und polyglotte Kompetenz. Prinzipien und der Fall des Französischen in Dakar. Habilitation 2007.

Beiträge:
- Psychoanalyse und Linguistik. Chancen einer gefährlichen Liebschaft. In: Austauschprozesse: Psychoanalyse und andere Humanwissenschaften. Göttingen Vandenhoeck & Ruprecht, Göttingen 2016, ISBN 978-3-525-46271-3, S. 291–310.